# Arquiteto do Capitólio
Arquiteto do Capitólio (em inglês:  Architect of the Capitol) é a Agência governamental estadunidense responsável pela manutenção, organização e preservação de todo o Complexo do Capitólio dos Estados Unidos, em Washington, D.C.. O AOC é uma ramificação do legislativo ligada ao Congresso dos Estados Unidos.
Até 1989, o Arquiteto do Capitólio era apontado pelo presidente para um mandato de tempo indefinido, mas no mesmo ano o Congresso sancionou uma lei determinando que cada arquiteto tenha mandato de dez anos.